# Synaptula hydriformis
Synaptula hydriformis is een zeekomkommer uit de familie Synaptidae.
De wetenschappelijke naam van de soort werd in 1824 gepubliceerd door Charles Alexandre Lesueur.